# Październik 2016

## 31 października
- Co najmniej 22 osoby nie żyją, a 72 zostało rannych w powodziach, które dotknęły południowo-wschodnią część Egiptu. Katastrofa spowodowana była ulewnymi deszczami, które od kilku dni padały w rejonie południowego Synaju, miasta Sauhadż oraz wzdłuż wybrzeża Morza Czerwonego[1].
- Ok. 500 afrykańskich imigrantów próbowało sforsować granicę hiszpańsko-marokańską. Do Ceuty, hiszpańskiej enklawy w Afryce Północnej, udało się przedostać ponad 200 osobom. 32 osoby zostały ranne. (wp.pl)
- Syryjskie Obserwatorium Praw Człowieka ogłosiło, że liczba ofiar bombardowań prowadzonych w Syrii przez rosyjskie lotnictwo wyniosła w ciągu ostatnich 13 miesięcy 10102 osoby. Są to zarówno bojownicy ugrupowań opozycyjnych, jak i cywile. (wp.pl)
- Minister obrony Jean-Yves Le Drian poinformował, że Francja kończy trwającą od 2013 roku misję wojskową „Sangaris” w Republice Środkowoafrykańskiej, której zadaniem było zapobiegnięcie ludobójstwu i przywrócenie pokoju. (onet.pl)
- Libański parlament po blisko 2,5 roku wakatu wybrał prezydenta kraju. Został nim cieszący się poparciem szyickiego Hezbollahu były dowódca armii Michel Aoun, w ramach umowy politycznej przewidującej, że premierem zostanie lider sunnitów Sad al-Hariri. (wp.pl)
- Marcelo Crivella, 59-letni ewangelicki biskup i śpiewak gospel został wybrany nowym burmistrzem Rio de Janeiro. Członek Republikańskiej Partii Brazylii wygrał w drugiej turze wyborów lokalnych, zdobywając 59% głosów. (wp.pl)
- Ponad 700 wstrząsów wtórnych zarejestrowano w środkowych Włoszech w ciągu ponad doby, jaka minęła wstrząsu o magnitudzie 6,5. Wstrząsy miały magnitudę od 3 do 4; jeden miał 5. Doszło do nich na granicy dwóch regionów, Umbrii i Marche. (wp.pl)
- Hiszpańskie Ministerstwo Obrony Narodowej odtajniło archiwa o UFO, zawierające 80 opisów, z których najstarsze pochodzą z początku lat 60. Niektóre opisy mają po kilkadziesiąt stron oraz zawierają rysunki i pomiary. Cały ujawniony raport liczy łącznie 1900 stron i został udostępniony w internecie[2].

## 30 października
- Od 28 października na polskich drogach zginęło 21 osób. Policja zanotowała również 223 wypadki, w których 284 osoby zostały ranne[3].
- Przedstawiciele Unii Europejskiej i Kanady podpisali w Brukseli kompleksową umowę gospodarczo-handlową CETA, która zniesie ona ok. 99% ceł we wzajemnym handlu, większość barier pozataryfowych i zliberalizuje handel usługami. (tvn24bis.pl)
- Premier Islandii Sigurður Ingi Jóhannsson podał się do dymisji[4].
- W środkowej części Włoch ok. 6 km na północ od miejscowości Norcia o godz. 7:41 wystąpiło trzęsienie ziemi o magnitudzie 6,5. Wstrząsy miały miejsce na głębokości 10 km. Niedługo po wstrząsach zasadniczych odnotowano wstrząsy o sile 4,3. Ok. 20 osób zostało rannych oraz pojawiły się doniesienia o wielu zawalonych budynkach, w wyniku czego ok. 25 tys. zostało bez dachu nad głową. (wp.pl, onet.pl)
- Słowaczka Dominika Cibulková triumfowała w zmaganiach singlistek podczas rozegranego w Singapurze turnieju tenisowego WTA Finals. (wtatennis.com)
- Pierwsza tura wyborów prezydenckich w Mołdawii nie przyniosła rozstrzygnięcia. 13 listopada, w drugiej turze, zmierzą się kandydaci z największą liczbą głosów: Igor Dodon i Maia Sandu. (naszdziennik.pl)

## 29 października
- Kilkanaście osób zostało rannych w wyniku pożaru na pokładzie samolotu linii American Airlines na lotnisku O’Hare w Chicago. W środku znajdowało się 161 pasażerów i 9 członków załogi; wszystkich udało się ewakuować. (wp.pl)
- W Islandii rozpoczęły się przedterminowe wybory parlamentarne, które wygrała Partia Niepodległości, drugie i trzecie miejsce zajęły odpowiednio Zielona Lewica oraz Partia Piratów. (wp.pl, onet.pl)
- Lider centroprawicowej Partii Ludowej Mariano Rajoy został wybrany przez Kongres Deputowanych na szefa mniejszościowego rządu hiszpańskiego. (onet.pl)

## 28 października
- Dwie osoby zginęły, a siedem zostało rannych w wyniku ostrzelania bloku w mieście Makiejewka, niedaleko Doniecka. W budynek uderzyły co najmniej dwa pociski artyleryjskie[5].
- Jedna osoba zginęła, cztery zostały ranne w wyniku zawalenia się wiaduktu na drodze krajowej Mediolan-Lecco w rejonie miasta Brianza w Lombardii na północy Włoch. (wp.pl)
- 24 kraje i Unia Europejska zatwierdziły stworzenie u wybrzeży Antarktydy największego na świecie rezerwatu morskiego. Obszar chroniony obejmie 12% Oceanu Antarktycznego i będzie miał 1,55 mln km²; żyje tam ponad 10 tys. gatunków ryb, ssaków i ptaków. (onet.pl)
- W bazie marynarki wojennej New London w stanie Connecticut odbyła się ceremonia wodowania USS Illinois, będącego najnowocześniejszym amerykańskim atomowym okrętem podwodnym typu Virginia. (wp.pl)

## 27 października
- Państwo Islamskie przyznało się do zabicia ok. 30 cywilów w środkowym Afganistanie. Do tragedii doszło w prowincji Ghor położonej między Kabulem a miastem Herat. (wp.pl)
- Afgański wywiad potwierdził, że w nalotach amerykańskich samolotów bezzałogowych przeprowadzonych na wschodzie Afganistanu zginęło dwóch najbardziej wpływowych dowódców Al-Kaidy w tym kraju, Faruk al-Katani oraz Bilal al-Utabi. (onet.pl)
- Lamia Aji Baszar i Nadia Murad zostały laureatkami Nagrody Sacharowa. (polskatimes.pl)

## 26 października
- ONZ poinformowało, że Państwo Islamskie wykorzystuje tysiące porwanych ludzi jako żywe tarcze w Mosul. Sunniccy ekstremiści z IS zabili co najmniej 232 osoby, w tym 190 byłych członków irackich sił bezpieczeństwa i 40 cywilów, którzy odmówili wykonywania ich rozkazów. (wp.pl)
- Samoloty wojskowe, których krajów pochodzenia nie ustalono, przeprowadziły sześć nalotów, w wyniku których zniszczone zostały dwie szkoły w miejscowości Has w syryjskiej prowincji Idlib. Według UNICEF w atakach zginęło 22 dzieci i sześciu nauczycieli. (wp.pl, onet.pl)
- W środkowych Włoszech wystąpiły dwa trzęsienia ziemi, jedno po godzinie 19.00, drugie po godzinie 21.00. Pierwszy wstrząs miał siłę 5,4 stopni w skali Richtera, drugi natomiast miał magnitudę 5,9. Oba wstrząsy miały epicentrum w rejonie miasta Macerata w regionie Marche; epicentrum pierwszego znajdowało się na głębokości 10 km pod powierzchnią ziemi. Nie ma informacji o ofiarach śmiertelnych, 40 osób zostało rannych; Ok. 2-3 tys. osób jest bez dachu nad głową. (wp.pl, onet.pl)

## 25 października
- W nocnym ataku grupy uzbrojonych mężczyzn na szkołę policyjną w mieście Kweta w Pakistanie zginęło co najmniej 59 osób, a ponad sto odniosło rany. Sprawców zamachu było od pięciu do sześciu. (wp.pl)
- Dżihadyści z somalijskiego ugrupowania Asz-Szabab zabili w nocy 12 osób w ataku na hotel w mieście Mandera na północy Kenii. (onet.pl)
- Cztery osoby zginęły na kolejce w największym australijskim parku rozrywki Dreamworld w Coomera. (tvn24.pl)
- Zgromadzenie Narodowe Wenezueli zagłosowało za rozpoczęciem procesu ws. impeachmentu prezydenta Nicolása Maduro, który oskarżony jest o łamanie konstytucji. (wp.pl)
- Węgry rozpoczęły budowę nowego ogrodzenia na granicy z Serbią, by zapobiec nielegalnemu przedostawaniu się do kraju imigrantów i uchodźców. (onet.pl)
- Paul Beatty został pierwszym amerykańskim pisarzem w historii, który został laureatem Nagrody Bookera, najbardziej prestiżowej nagrody literackiej w Wielkiej Brytanii. Pisarza nagrodzono za książkę „The Sellout”, która w satyryczny sposób opowiada o relacjach rasowych w USA. (wp.pl)

## 24 października
- W katastrofie małego samolotu na maltańskim lotnisku zginęło pięć osób. Według ministra Jeana-Yvesa Le Driana samolot pełnił „misję rozpoznawczą na Morzu Śródziemnym dla francuskiego ministerstwa obrony”. (wp.pl)
- Rozpędzona ciężarówka staranowała w Arizonie 24 pojazdy, w wyniku czego rannych zostało co najmniej 17 osób. Ciężarówka wioząca bydło jechała zbyt szybko i nie zdążyła wyhamować. (tvn24.pl)
- Francuskie służby rozpoczęły ewakuację obozowiska migrantów w Calais, zwanego „dżunglą”. Do czuwania nad ewakuacją obozowiska skierowano ok. 1250 policjantów i żandarmów. (onet.pl)
- Prezydent Andrzej Duda mianował pośmiertnie płk. Ryszarda Kuklińskiego na stopień generała brygady[6].
- W czasie badań w Arktyce na Wyspie Aleksandry na Morzu Barentsa rosyjscy naukowcy zauważyli bunkry z czasów II wojny światowej, będące częścią niemieckiej bazy, która służyła do opracowywania prognoz pogody. Baza zachowała się w dobrym stanie. Według „The Independent”, bazę zbudowali Niemcy w 1942 roku, rok po ataku na ZSRR. (wp.pl)

## 23 października
- W wypadku autokaru w amerykańskim stanie Kalifornia zginęło co najmniej 13 osób a 31 zostało rannych. Pojazd zderzył się z ciężarówką w Indian Canyon, w pobliżu miasta Desert Hot Springs. (wp.pl)
- W Niżnym Nowogrodzie, ok. 400 km od Moskwy, policja przeprowadziła operację antyterrorystyczną. Według nieoficjalnych informacji policjanci próbowali zatrzymać samochód i zostali zaatakowani przez jadących w nim mężczyzn. Dwóch sprawców zastrzelono; trzech policjantów zostało rannych. (wp.pl)
- Od udaremnionej próby puczu 15 lipca w Turcji formalnie aresztowano 35 tys. osób, a postępowania sądowe wszczęto wobec 82 tys. osób. (tvn24.pl)
- Na Litwie odbyła się druga tura wyborów parlamentarnych. Wybory wygrała partia Litewski Związek Rolników i Zielonych, która zdobyła 54 mandaty. (wp.pl, wp.pl)

## 22 października
- Ponad 170 więźniów uciekło z zakładu karnego w Arcahaie, znajdującegi się na zachodnim wybrzeżu Haiti, ok. 50 km na północny zachód od Port-au-Prince. Podczas ucieczki zginęły co najmniej dwie osoby, a kilka zostało rannych. (wp.pl)
- W Pekinie rozpoczęły się targi nowych technologii, czyli tzw. Światowa Konferencja Robotów, podczas której konstruktorzy z Chin i innych krajów z kilku kontynentów prezentują różnego rodzaju maszyny[7].
- Osiągnięto porozumienie w sprawie przejęcia przez koncern telekomunikacyjny AT&T giganta medialno-rozrywkowego Time Warner. Wartość transakcji opiewa na sumę 85,4 mld dolarów. (onet.pl)

## 21 października
- Bojownicy Państwa Islamskiego zabili 284 mężczyzn i chłopców w pobliżu Mosulu w północnym Iraku. Wcześniej ofiar użyto jako żywych tarcz. (wp.pl)
- 55 osób zginęło, a 575 zostało rannych w Kamerunie, gdy wykoleił się zatłoczony pociąg pasażerski, w którym jechało ok. 1300 osób. Do katastrofy doszło w miejscowości Eseka odległej o ok. dwie godziny jazdy od stolicy, Jaunde. (wp.pl)
- Rosyjski śmigłowiec Mi-8 rozbił się koło osady Urengoj, na półwyspie Jamał. Zginęło 19 osób, w tym członkowie załogi, a 3 osoby zostały ciężko ranne. Do katastrofy doszło wieczorem, w trudnych warunkach atmosferycznych. (tvn24.pl)
- Z powodu alarmu chemicznego zamknięto lotnisko City w Londynie. Część podróżnych zaczęła się uskarżać na trudności w oddychaniu, pogotowie udzieliło na miejscu pomocy 26 osobom, a dwie trafiły do szpitala. Ponadto ewakuowano ok. 500 pasażerów i pracowników lotniska[8].
- Trzęsienie ziemi o sile 6,6 stopni w skali Richtera wystąpiło w prefekturze Tottori (ok. 700 km na zachód od Tokio) w Japonii po godz. 14 czasu miejscowego. Epicentrum znajdowało się na głębokości 10 km. Na zachodzie Japonii wstrzymano ruch pociągów, a wstrząsy pozbawiły prądu ok. 39 tys. domów w tej części kraju. (wp.pl)

## 20 października
- Prezydent Filipin Rodrigo Duterte podczas wizyty w Chinach ogłosił separację od Stanów Zjednoczonych w aspektach wojskowych. (wp.pl)

## 19 października
- 49-letni mężczyzna, członek skrajnie prawicowej organizacji „Obywatele Rzeszy”, która nie uznaje ustroju politycznego Niemiec, otworzył ogień do policjantów przeprowadzających rewizję w jego domu. Czterech funkcjonariuszy zostało rannych, dwóch z nich ciężko. Sprawca, który odniósł lekkie obrażenia, został zatrzymany. (wp.pl)
- Filipińska policja użyła gazu łzawiącego, żeby rozpędzić ok. 1000 osób, które protestowały przed ambasadą USA w Manili; aresztowano 23 osoby. (onet.pl)
- Blisko 800 przypadków cholery odnotowano w ciągu tygodnia na Haiti po przejściu huraganu Matthew. Światowa Organizacja Zdrowia zamierza wysłać na wyspę milion szczepionek przeciwko cholerze. (wp.pl)
- W Arabii Saudyjskiej wykonano wyrok śmierci na jednym z członków rodziny królewskiej, skazanym za zabójstwo. Książę Turki bin Saud al-Kabir został skazany na śmierć za zabicie mężczyzny podczas bójki w 2012 roku. (tvn24.pl)
- Były minister transportu Sławomir Nowak został nowym szefem Państwowej Agencji Dróg Ukrainy (Ukrawtodor), w wyniku czego będzie zarządzał rozbudową i eksploatacją dróg na Ukrainie. (onet.pl)
- Lądownik Schiaparelli, wysłany na Marsa w ramach misji ExoMars, osiadł na powierzchni planety. Odebrano słaby sygnał potwierdzający lądowanie. Jednym z celów misji jest poszukiwanie biologicznych śladów życia na Marsie. (wp.pl)

## 18 października
- Co najmniej 23 osoby poniosły śmierć, a 20 zostało rannych w pożarze prywatnego szpitala we wschodnich Indiach. Pożar wybuchł na oddziale dializ w szpitalu, w mieście Bhubaneswar, w stanie Orisa. Walczyło z nim 120 strażaków. (wp.pl)
- W centrum Düren doszło do strzelaniny w zakładzie fryzjerskim. Jedna osoba nie żyje, druga została ranna. Strzały padły też w innym niemieckim mieście Hagen, gdzie policja zastrzeliła mężczyznę, który zaatakował ostrym narzędziem pracownika firmy ubezpieczeniowej. (onet.pl)
- Rada Wykonawcza UNESCO formalnie zatwierdziła rezolucję przewidującą „ochronę dziedzictwa kulturowego Palestyny i odrębnego charakteru Jerozolimy Wschodniej”. Rezolucja, przedłożona przez Algierię, Egipt, Liban, Maroko, Oman, Katar i Sudan, została zatwierdzona przez 58 państw członkowskich Rady Wykonawczej. (tvn24.pl)
- Rosyjskie władze ogłosiły alarm bojowy na Syberii. W ramach ćwiczeń wysłano na poligony ponad 20 tys. żołnierzy oraz ciężki sprzęt (wyrzutnie rakiet S-300 i S-400 Triumf, artyleria i kompanie zmotoryzowane). W manewrach uczestniczyły jednostki Centralnego Okręgu Wojskowego oraz jednostki stacjonujące w zachodnich i południowych rejonach Syberii[9].

## 17 października
- Łącznie 17 więźniów zginęło w walce rywalizujących ze sobą gangów w więzieniu w Porto Velho, stolicy brazylijskiego stanu Rondônia i w zakładzie karnym w mieście Boa Vista w stanie Roraima. (wp.pl)
- Pięciu mężczyzn i kobietę znaleziono z odciętymi dłońmi w jednej z dzielnic Guadalajary, drugiego pod względem wielkości miasta Meksyku. Osoby te były ofiarami grupy przestępczej, najpewniej związanej z narkobiznesem. (tvn24.pl)
- Trzy osoby zginęły w samobójczym zamachu w obozie dla uchodźców na granicy jordańsko-syryjskiej, a co najmniej 20 zostało rannych. Do zamachu doszło na znajdującym się pod kontrolą syryjskich rebeliantów, posterunku prowadzącym do obozu Rakban Camp. (wp.pl)
- W potężnym wybuchu w zakładach chemicznych BASF w Ludwigshafen am Rhein na zachodzie Niemiec co najmniej dwie osoby (pracownicy) poniosły śmierć, a dwie kolejne uznano za zaginione; sześć osób zostało ciężko rannych, a kilka odniosło lekkie obrażenia. Do pożaru a następnie eksplozji doszło ok. 11.30 w porcie rozładunkowym Landeshafen Nord podczas prac przy rurociągu, którym dokonuje się przeładunku cieczy łatwopalnych i skroplonego gazu wykorzystywanych przez BASF. (wp.pl)
- Statek kosmiczny Shenzhou 11 wystartował z kosmodromu Jiuquan na pustyni Gobi i o godz. 7.30 czasu lokalnego rozpoczął swoją misję w ramach chińskiego programu kosmicznego. Jego zadaniem jest dostarczenie dwuosobowej załogi do chińskiego modułu orbitalnego Tiangong 2. (wp.pl)
- Towarowa rakieta Antares, należąca do prywatnej firmy Orbital ATK, wystartowała z zaopatrzeniem dla Międzynarodowej Stacji Kosmicznej. Rakieta wystartowała z bazy NASA na Wallops Island, położonej u wybrzeży stanu Wirginia. (onet.pl)

## 16 października
- W wyniku upadku samochodu z mostu Coronado w San Diego na tłum ludzi znajdujący się pod nim zginęły cztery osoby, a kilkoro zostało rannych. Sprawca wypadku aresztowany za jazdę pod wpływem alkoholu. (wp.pl)
- Trzej oficerowie policji zginęli, a osiem osób zostało rannych w samobójczym zamachu w mieście Gaziantep na południu Turcji. Do wybuchu doszło podczas akcji policyjnej przeciw domniemanej grupie Państwa Islamskiego. (tvn24.pl)
- Wojska irackie wspomagane przez peszmergów i innych bojowników rozpoczęły ofensywę mającą na celu odbicie Mosulu z rąk Państwa Islamskiego. (wyborcza.pl)
- Niszczyciel rakietowy USS Mason, znajdujący się na Morzu Czerwonym, został ponownie ostrzelany z wieloprowadnicowej wyrzutni rakietowej z terytorium Jemenu pod kontrolą rebeliantów Huti. (wp.pl)
- 20 Serbów zostało zatrzymanych w Czarnogórze. Są podejrzani o przygotowywanie ataków z bronią. (wp.pl)
- W Czarnogórze odbyły się wybory parlamentarne. (onet.pl)
- Papież Franciszek kanonizował 7 osób z Włoch, Meksyku, Argentyny, Hiszpanii i Francji. W mszy kanonizacyjnej wzięło udział ok. 80 tys. osób. Wśród kanonizowanych znaleźli się: Salomon Leclerc, Józef Sánchez del Río, Emanuel González García, Ludwik Pavoni, Alfons Maria Fusco, Elżbieta od Trójcy Przenajświętszej oraz Józef Gabriel Brochero. (wp.pl)
- Zakończyły się, rozgrywane w Dosze, mistrzostwa świata w kolarstwie szosowym. (the-sports.org the-sports.org)
- Zakończył się Synod Kościoła Ewangelicko-Augsburskiego w RP w Cieszynie, na którym przyjęto między innymi zmiany w przepisach kościelnych, umożliwiające diakonom przewodniczenie nabożeństwom z Sakramentem Wieczerzy Pańskiej (przepisy wchodzą w życie z dniem 1 stycznia 2017 r.). (luteranie.pl, ekumenizm.pl)

## 15 października
- Co najmniej 31 osób zginęło, a ok. 30 zostało rannych, gdy zamachowiec samobójca zdetonował kamizelkę z ładunkami wybuchowymi w jednej z szyickich dzielnic stolicy Iraku, Bagdadu. (onet.pl)
- Co najmniej 24 pielgrzymów straciło życie, a kilkadziesiąt zostało rannych po wybuchu paniki na zatłoczonym moście, którym wierni zmierzali do świątyni hinduistycznej w Waranasi w północnych Indiach. Powodem tego była informacja, że most się załamuje[10]. (tvn24.pl)
- 4 osoby zginęły, a 11 zostało rannych w katastrofie budowlanej we Francji. W budynku w Angers na zachodzie kraju zarwał się balkon. (wp.pl)
- Australijska policja poinformowała, że aresztowała dwóch obywateli Polski w związku z przejęciem 1,2 tony MDMA, głównej substancji wchodzącej w skład tabletek ecstasy. (onet.pl)
- Odbyła się uroczysta sesja połączonych Synodów Kościoła Ewangelicko-Augsburskiego i Kościoła Ewangelicko-Reformowanego w Cieszynie. (ekumenizm.pl)

## 14 października
- Intensywne opady deszczu na południu Francji spowodowały powodzie. W czterech departamentach wprowadzono podwyższony stan zagrożenia, a w jednym najwyższy poziom alarmowy. Podobna sytuacja panowała w północno-wschodniej części Hiszpanii. (onet.pl)
- Susza odsłoniła ruiny hiszpańskiego miasta Mansilla de la Sierra (w prowincji La Rioja), które zostało zatopione 50 lat temu. Po odsłonięciu ruin miasto stało się atrakcją turystyczną miesiąca w Hiszpanii. W dobrym stanie zachowało się kilka domów, dróg i kościół. (onet.pl)
- W Kraju Basków znaleziono 50 liczących około 14 tys. lat malowideł skalnych przedstawiających konie, bizony i lwy. Odkrycia dokonano w jaskini znajdującej się pod jednym z budynków w centrum miasteczka Lekeitio, kurortu nad zatoką Biskajską[11].

## 13 października
- Co najmniej 20 osób, głównie rebeliantów, zginęło w wybuchu samochodu pułapki, do którego doszło przy zajezdni samochodowej, niedaleko przejścia granicznego Bab al-Salam, które znajduje się między syryjskim Aleppo a turecką prowincją Kilis. (wp.pl)
- Trzy osoby zginęły w obwodzie odeskim na południu Ukrainy w wyniku utrzymujących się od dwóch dni intensywnych opadów deszczu i porywistego wiatru. Władze regionu ogłosiły stan wyjątkowy. (tvn24.pl)
- Bob Dylan został laureatem Nagrody Nobla w dziedzinie literatury. Nagrodę przyznano Dylanowi za „tworzenie nowych form poetyckiej ekspresji w ramach wielkiej tradycji amerykańskiej pieśni”. (nobelprize.org, onet.pl)
- Został aresztowany naczelnik Biura Spraw Wewnętrznych Komendy Głównej Policji wydziału w Rzeszowie („policji w policji”), któremu postawiono m.in. zarzut korupcji. (tvn24.pl)

## 12 października
- Po informacjach dotyczących niewłaściwej opieki nad pensjonariuszami domu opieki w Zgierzu, 13 pensjonariuszy placówki przewieziono do szpitali. 5 osób spośród przewiezionych zmarło. (tvp.info)
- Amerykański niszczyciel rakietowy USS Mason został zaatakowany pociskami kierowanymi z opanowanego przez szyickich rebeliantów wybrzeża Jemenu. USA odpowiedziały atakiem w stacje radarowe w Jemenie. (wp.pl)
- Około 350 tys. gospodarstw domowych w Tokio zostało na krótko pozbawionych energii elektrycznej. Prądu zabrakło m.in. w gmachach rządowych oraz spowodowała zakłócenia w ruchu kolejowym. (onet.pl)
- We Francji ma powstać Gwardia Narodowa złożona z ochotników; do 2018 ma liczyć 84 tys. osób. Ma pomóc w pracy służbom odpowiedzialnym za bezpieczeństwo w kraju. Do ich zadań będzie należeć m.in. patrolowanie ulic, zabezpieczenie imprez masowych czy funkcje administracyjne. (wp.pl)
- Rosyjska armia przeprowadziła trzy próby międzykontynentalnych rakiet balistycznych Siniewa. Dwie z nich z atomowych okrętów podwodnych stacjonujących na Morzu Ochockim oraz na Morzu Barentsa, a trzecia odbyła się z mobilnego systemu typu Topol na terenie kosmodromu Plesieck w obwodzie archangielskim. Cele były zlokalizowane na dalekiej północy Rosji oraz na poligonach Kamczatki. (wp.pl)

## 11 października
- Wycofujące się ze swoich pozycji w prowincji Helmand oddziały afgańskich żołnierzy i policjantów wpadły w zasadzkę (ok. 12 km od stolicy prowincji, Laszkargah) przygotowaną przez talibów, w wyniku czego zginęło ok. 100 członków sił bezpieczeństwa. Rebelianci zdobyli też duże ilości sprzętu wojskowego. (wp.pl)
- 22 osoby zginęły w mieście Wenzhou we wschodnich Chinach wskutek zawalenia się czterech budynków mieszkalnych. (wp.pl)
- Co najmniej 14 osób zginęło, a 36 zostało rannych, gdy w jednej z szyickich świątyń w stolicy Afganistanu, Kabulu, napastnik otworzył ogień do wiernych. (wp.pl)
- W ciągu ostatniej doby na wschodzie Ukrainy zginęło dwóch żołnierzy, a 11 zostało rannych. (tvn24.pl)
- Czterech birmańskich żołnierzy i uzbrojony napastnik zginęło w starciach w stanie Arakan na zachodzie kraju. W regionie od trzech dni utrzymuje się napięcie między muzułmańską mniejszością a buddystami; w starciach zginęło co najmniej 29 osób. (tvn24.pl)
- Hiszpańska Gwardia Cywilna przejęła 20 ton haszyszu, który ukryty był na panamskim statku płynącym do Libii. Zatrzymano całą załogę: 11 Ukraińców i Uzbeka. (tvn24.pl)
- Naukowcy odkryli w Układzie Słonecznym nowy duży obiekt transneptunowy, oznaczony 2014 UZ224. Obiekt o średnicy przypuszczalnie ponad 500 km krąży w średniej odległości odległości około 16 miliardów km od Słońca; pełny obieg wokół Słońca zajmuje mu około 1100 ziemskich lat.[12]

## 10 października
- Ponad 4 tys. taksówkarzy uczestniczyło w Lizbonie w proteście przeciwko kierowcom wykonującym usługi w oparciu o aplikację Uber. Podczas protestu doszło do starć demonstrantów z policją. Funkcjonariusze użyli broni gładkolufowej oraz gazu łzawiącego. (tvn24bis.pl)
- Brytyjczyk Oliver Hart oraz Fin Bengt Holmström otrzymali Nagrodę Banku Szwecji im. Alfreda Nobla w dziedzinie ekonomii. Uczeni pracują w USA, doceniono ich wkład w teorię kontraktu. (money.pl)

## 9 października
- Co najmniej 17 osób zginęło, a 27 zostało rannych w wyniku wybuchu samochodu pułapki w pobliżu posterunku policji w miejscowości Durak w południowo-wschodniej Turcji. O przeprowadzenie ataku podejrzewani są kurdyjscy bojownicy. (wp.pl)
- Co najmniej 11 ofiar śmiertelnych i blisko dwa miliony gospodarstw domowych bez prądu w wyniku przejścia huraganu Matthew przez południowo-wschodnie wybrzeże Stanów Zjednoczonych. Łącznie zginęło już co najmniej 900 osób, a z niszczenia będą liczone w dziesiątkach miliardów dolarów. (onet.pl)
- Rosyjskie służby zabiły ośmiu czeczeńskich bojowników. Rebelianci ostrzelali i obrzucili granatami funkcjonariuszy MSW, którzy chcieli zatrzymać ich do kontroli. (wp.pl)
- W prowincji Baghlan na północy Afganistanu rozbił się wojskowy śmigłowiec. Na pokładzie było pięciu członków załogi i trzej żołnierze; wszyscy zginęli. (wp.pl)
- Zmarły dwie osoby postrzelone w Jerozolimie przez 39-letniego palestyńskiego napastnika. Pięć osób zostało rannych[13].
- 29 osób zostało rannych w rezultacie wykolejenia się pociągu podmiejskiego w pobliżu miejscowości New Hyde Park, na Long Island, w stanie Nowy Jork. Ruch pociągów na jednej z kluczowych linii został wstrzymany w obu kierunkach. (wp.pl)
- Tysiące Jemeńczyków, wielu z nich uzbrojonych, udało się pod siedzibę ONZ w kontrolowanej przez szyickich rebeliantów Huti Sanie, by domagać się przeprowadzenia międzynarodowego śledztwa ws. nalotów na uczestników pogrzebu, w których zginęło 140 osób. (onet.pl)
- Na Litwie odbyły się wybory parlamentarne. (wp.pl)
- Producent słodyczy koncern Mars Incorporated poinformował o przejęciu kontroli nad firmą Wrigley, która produkuje gumy do żucia. Firma zakupiła pakiet mniejszościowy koncernu Wrigley, który był w posiadaniu Berkshire Hathaway Warrena Buffetta. (tvn24bis.pl)
- W wieku 90 lat zmarł Andrzej Wajda, polski reżyser filmowy i teatralny, laureat Oscara za całokształt twórczości. (gazeta.pl)

## 8 października
- Ponad 140 osób zginęło, a ponad 520 zostało rannych w Jemenie, w wyniku zbombardowania sali, w której zebrani byli żałobnicy po pogrzebie ojca ministra spraw wewnętrznych Jemenu. Wybuchł pożar, a budynek zawalił się. (tvn24.pl)
- Z powodu huraganu Matthew, wiejącego z prędkością 195-235 km/h, w stanach Georgia, Floryda, Karoliny Północnej i Południowej ogłoszono stan wyjątkowy. Co najmniej cztery osoby zginęły i ponad milion gospodarstw domowych było bez prądu na Florydzie. Z kolei liczba ofiar żywiołu na Haiti wzrosła do 261 osób, a na Karaibach do 340 osób. W sumie żywioł zabił już co najmniej 880 osób.[14] (wp.pl, tvnmeteo.tvn24.pl)
- W Gruzji odbyły się wybory parlamentarne, które wygrała partia Gruzińskie Marzenie-Demokratyczna Gruzja. (onet.pl, onet.pl)
- Zawieszono wydawanie węgierskiego dziennika pt. Népszabadság[15].

## 7 października
- Dwie osoby, prawdopodobnie bojownicy zdelegalizowanej Partii Pracujących Kurdystanu, wysadziły się w powietrze w pobliżu stolicy Turcji, Ankary, podczas ataku policji. Bojownicy dysponowali 200 kg azotanu amonu, składnika materiałów wybuchowych. (onet.pl)
- Wybory parlamentarne w Maroku wygrała islamistyczna Partia Sprawiedliwości i Rozwoju, która zdobyła 99 mandatów, z kolei partia Autentyczność i Nowoczesność uzyskała 80 mandatów. (tvn24.pl)
- Prezydent Kolumbii Juan Manuel Santos otrzymał Pokojową Nagrodę Nobla za swoje zdecydowane wysiłki zmierzające do zakończenia wojny domowej w Kolumbii. (nobelprize.org)
- Narodowa Administracja Bezpieczeństwa Nuklearnego poinformowała o przeprowadzeniu na początku października udanej próby z dwiema bombami termojądrowymi B61. Test przeprowadzono na poligonie Tanopah w stanie Nevada. Dwa bombowce strategiczne B-2 Spirit zrzuciły po jednej testowej bombie B61, nie zawierające ładunku termojądrowego, ale dodatkową elektronikę pomiarową przygotowaną w ten sposób, aby przetrwać uderzenie w ziemię i wbicie się w nią na głębokość kilkunastu metrów. Próba miała na celu sprawdzenie poprawności działania bomb oraz czy są w stanie niszczyć schowane głęboko pod ziemią bunkry. (tvn24.pl)

## 6 października
- Do 69 wzrosła liczba ofiar śmiertelnych huraganu Matthew (prędkość wiatru wynosiła nawet 205 km/h), który przeszedł nad Haiti i Dominikaną. Z kolei w USA władze Florydy wezwały do ewakuacji 1,5 mln mieszkańców tego stanu. Na Kubie Matthew uderzył na słabo zaludnionym wschodzie; ewakuowano prawie 380 tys. ludzi. (polskieradio.pl, onet.pl)
- Na granicy z Turcją na północy Syrii w wybuchu bomby zginęło co najmniej 29 popieranych przez Ankarę rebeliantów, a wielu zostało rannych. Do eksplozji doszło w pobliżu syryjsko-tureckiego przejścia granicznego w okolicy wioski Atme. (wp.pl)
- Co najmniej 10 osób zostało rannych wskutek wybuchu bomby niedaleko posterunku policji w Stambule; ładunek był umieszczony na motocyklu. Do eksplozji doszło w dzielnicy Yenibosna w zachodniej, europejskiej części tureckiej metropolii, w pobliżu międzynarodowego lotniska Atatürka. (wp.pl)
- Rada Bezpieczeństwa ONZ formalnie nominowała byłego premiera Portugalii, 67-letniego António Guterresa, na stanowisko sekretarza generalnego ONZ. Zastąpi on 1 stycznia 2017 roku obecnego sekretarza generalnego ONZ Ban Ki-moona. (wp.pl)
- Rosyjskie ministerstwo ds. sytuacji nadzwyczajnych zarządziło ćwiczenia obrony cywilnej. Weźmie w nich udział 40 milionów osób cywilnych, 200 tys. specjalistów resortu sytuacji nadzwyczajnych i 40 tys. pojazdów. Będą trenować procedury ewakuacji i przygotowania budynków na wypadek sytuacji kryzysowych[16].

## 5 października
- Matthew, najpotężniejszy huragan na Karaibach od prawie dekady, wiejący z prędkością 220 km/h, zabił pięć osób na Haiti i cztery na sąsiedniej Dominikanie. Na Haiti zostało zniszczonych ponad 200 domów, a tysiące ludzi musiało zostać ewakuowanych. Z kolei na Dominikanie liczba ewakuowanych wzrosła do ponad 21 tys.; zniszczonych zostało ok. 450 domów, a 31 miast zostało odciętych od świata. (onet.pl)
- Dwóch policjantów zostało rannych w ataku nożownika, do którego doszło w Brukseli. Napastnik został unieszkodliwiony strzałem z broni palnej. (onet.pl)
- Premier Rosji Dmitrij Miedwiediew podpisał rozporządzenie o wstrzymaniu porozumienia między Rosją a USA o współpracy w badaniach naukowych w sferze jądrowej i energetycznej. Jednocześnie podpisał rozporządzenie o zakończeniu obowiązywania umowy Rosatomu z USA. (onet.pl)
- Kandydaci na wiceprezydentów: demokrata Tim Kaine i republikanin Mike Pence starli się w debacie telewizyjnej, która odbyła się w Farmville w stanie Wirginia. Kandydaci rozmawiali o polityce zagranicznej, podatkach, kwestiach rasowych, imigracji i terroryzmie. (wp.pl)
- Jean-Pierre Sauvage, Fraser Stoddart i Ben Feringa zostali laureatami Nagrody Nobla w dziedzinie chemii za zaprojektowanie i syntezę maszyn molekularnych. (nobelprize.org)

## 4 października
- Wojskowy śmigłowiec uderzył w szkołę na wyspie Borneo. Co najmniej 22 osoby są ranne. (wp.pl)
- Parlament Europejski zatwierdził w imieniu Unii Europejskiej ratyfikowanie światowego porozumienia klimatycznego, które ma pomóc utrzymać wzrost globalnych temperatur na poziomie mniejszym niż 2 stopnie Celsjusza w stosunku do epoki przedindustrialnej. (onet.pl)
- Rosja po raz pierwszy rozmieściła w Syrii zaawansowany system rakietowej obrony powietrznej SA-23 Gladiator. (tvn24.pl)
- David J. Thouless, Duncan Haldane i John M. Kosterlitz zostali laureatami Nagrody Nobla w dziedzinie fizyki za teoretyczne odkrycia topologicznych przejść fazowych i topologicznych faz materii. (nobelprize.org)

## 3 października
- W samobójczym zamachu na kurdyjskie wesele niedaleko miasta Al-Hasaka na północnym wschodzie Syrii zginęły 32 osoby, a rannych zostało ok. 100. Do ataku przyznało się Państwo Islamskie. (wp.pl)
- Tureckie władze podjęły decyzję o przedłużeniu o 90 dni stanu wyjątkowego, wprowadzonego po nieudanej próbie puczu. Ponadto zawieszono w obowiązkach 12,8 tys. funkcjonariuszy policji, 2,5 tys. komendantów, ze względu na ich domniemane związki z mieszkającym w USA islamskim kaznodzieją Fethullahem Gülenem. onet.pl, tvn24.pl)
- Kersti Kaljulaid została wybrana przez parlament na prezydenta Estonii. Głosowało na nią 81 deputowanych w liczącym 101 miejsc parlamencie (wymagana większość wynosiła ⅔ głosów). To pierwsza kobieta-prezydent Estonii. (onet.pl)
- Podczas manifestacji – przeciwko obywatelskiemu projektowi ustawy, całkowicie zabraniającemu przerywania ciąży – na placu Zamkowym w Warszawie wg danych stołecznego ratusza było ok. 30 tysięcy osób. Organizatorzy mówili o 20 tys. osób, zaś służby porządkowe określiły liczbę protestujących na 17 tys. Marsze i protesty odbyły się także m.in. we Wrocławiu, Łodzi, Krakowie i Gdańsku. (wp.pl)
- Grecka policja użyła gazu pieprzowego przeciwko emerytom, uczestniczącym w Atenach w demonstracji przeciwko cięciom świadczeń emerytalnych w ramach przedsięwzięć oszczędnościowych. W proteście zorganizowanym w pobliżu siedziby premiera Aleksisa Tsiprasa brało udział około tysiąca osób. (tvn24.pl)
- Japoński biolog Yoshinori Ōsumi został laureatem Nagrody Nobla w dziedzinie fizjologii lub medycyny za odkrycia mechanizmów autofagii. (nobelprize.org)

## 2 października
- Zwłoki 13 członków gangu znaleziono w pobliżu jeziora Chapala w zachodniej części Meksyku. Do zabójstwa 12 mężczyzn i kobiety doszło 21 września w stanie Michoacán. (wp.pl)
- Kolumbijczycy w referendum odrzucili minimalną większością głosów porozumienie pokojowe z partyzantami z FARC. Różnica wynosiła zaledwie mniej niż 60 tys. głosów na 13 mln oddanych. Frekwencja nie przekroczyła 40%. (wp.pl)
- Na Węgrzech odbyło się referendum w sprawie obowiązkowych kwot relokacji uchodźców. (wp.pl)
- Maciej Kot zwyciężył w ostatnim konkursie Letniego Grand Prix 2016 i triumfował w klasyfikacji generalnej. (skokinarciarskie.pl)
- Bronka Nowicka otrzymała Nagrodę Literacką „Nike” za książkę poetycką Nakarmić kamień[17].

## 1 października
- Co najmniej pięciu meksykańskich żołnierzy zginęło, a kolejnych 10 zostało rannych w ataku kartelu narkotykowego na konwój wojskowy w stanie Sinaloa. Żołnierze eskortowali ambulans, którym przewożono rannego podczas zatrzymania przestępcę. Na przedmieściach Culiacán kolumna wpadła w zasadzkę przygotowaną przez kartel narkotykowy Sinaloa. Napastnikom, uzbrojonych w ciężką broń automatyczną i granaty, udało się odbić mężczyznę i zbiec. (wp.pl)
- Pięciu egipskich policjantów zostało zastrzelonych w przeprowadzonym przez nieznanych sprawców ataku w pobliżu miasta Al-Arisz, stolicy prowincji Synaj Północny. (tvn24.pl)
- W stolicy Somalii Mogadiszu dżihadyści z ugrupowania Asz-Szabab przeprowadzili atak na restaurację, w której stołują się członkowie somalijskich sił bezpieczeństwa. Przed wejściem do lokalu wybuchł samochód. Zginęły trzy osoby. (wp.pl)
- Co najmniej 90 osób zostało rannych, w tym pięć ciężko w wyniku eksplozji butli z gazem w kawiarni w pobliżu Malagi na południu Hiszpanii. (wp.pl)
- Koło obozowiska migrantów w Calais, tzw. dżungli, doszło do starć policji z manifestującymi mimo zakazu ok. 200 migrantami i popierającymi ich 50 osobami. Policja użyła gazu łzawiącego i armatki wodnej. Lekko rannych zostało trzech policjantów. (onet.pl)
- W Warszawie odbył się czarny protest zwolenników pro-choice. (pl.wikinews.org)
- W końcowych punktacjach UCI World Tour (wyścigów kolarskich najwyżej rangi) za sezon 2016 zwyciężyli: Słowak Peter Sagan[18], hiszpańska grupa Movistar Team[19] oraz Hiszpania[20].